# Фальк, Армин
Армин Фальк (нем. Armin Falk; род.18 января 1968, Бергиш-Гладбах, Германия) — немецкий экономист, профессор экономики в Боннском университете, главный исполнительный директор Института поведения и неравенства (briq). Получил два гранта Европейского исследовательского совета (ERC), был удостоен премии Госсена в 2008 году, премии Лейбница в 2009 году, а также премии Юрьё Янссона в 2011 году. В качестве организатора или докладчика принимает участие в многочисленных конференциях и летних школах.

## Биография
Армин Фальк родился 18 января 1968 года в Бергиш-Гладбах. Окончил Кёльнский университет, где изучал экономику, философию и историю. В 1998 году получил докторскую степень под руководством Эрнста Фера в Цюрихском университете. С 2003 года заведует кафедрой Боннского университета.
В мае 2002 года Армин Фальк присоединился к Институту экономики труда (IZA) в качестве научного сотрудника и являлся директором по исследованиям с октября 2003 по июнь 2007 гг. Он продолжает активно участвовать в IZA в качестве координатора программ по поведенческой экономике и экономике труда.
Армин Фальк является членом Европейской экономической ассоциации, директором Боннской лаборатории экспериментальной экономики, научным сотрудником в Немецком институте экономических исследований (DIW), в Центре исследований по экономической политике (CEPR), в Центре экономических исследований (CESifo) и в Институте Макса Планка по исследованию коллективных благ. С 2016 года занимает должность главного исполнительного директора в Институте поведения и неравенства (briq).

## Научная деятельность
Научные интересы Армина Фалька включают поведенческую и экспериментальную экономику, экономику труда и нейроэкономику. Исследования Фалька сосредоточены на детерминантах и последствиях в отношении времени, риска и социальных предпочтений, источниках неравенства, раннем детском развитии и податливости морального поведения. Для эмпирического обоснования экономического поведения индивидов Фальк проводит лабораторные и полевые эксперименты, иногда дополняемые нейробиологическими методами. Дополнительное внимание уделяется анализу репрезентативных данных опроса.
В своих работах Армин Фальк анализирует экономические предпочтения индивидов. В том числе он проводит исследования, результатами которых являются ответы на вопросы, почему люди совершают добрые поступки, занимаются благотворительностью. Также он объясняет социальные предпочтения людей при помощи взаимности - ситуации, когда люди увеличивают свою полезность, повышая благосостояние тех, кто демонстрирует хорошее отношение или намерение, или, наоборот, снижая благосостояние людей, демонстрирующих плохое отношение или намерение.
Другим направлением исследования Фалька является анализ психологических аспектов на рынках труда. Экономист демонстрирует, что на рынке труда важную роль играют такие мотивы, как социальные предпочтения, социальное сравнение, доверие, социальное одобрение и внутренняя мотивация. Это влияет на трудовые отношения, а также на функционирование организаций и рынков труда.

## Публикации
Армин Фальк публикуется в таких известных журналах, как American Economic Review, Quarterly Journal of Economics, Econometrica и Science. В немецком рейтинге Handelsblatt 2010 года, в котором анализируются текущие результаты исследований экономистов Германии, Австрии и Швейцарии с точки зрения качества публикаций с 2005 года, Фальк занял 8-е место.

### Основные работы
- Falk A. Gift exchange in the field //Econometrica. – 2007. – Т. 75. – №. 5. – С. 1501-1511.
- Falk A., Fehr E., Fischbacher U. On the nature of fair behavior //Economic inquiry. – 2003. – Т. 41. – №. 1. – С. 20-26.
- Falk A., Fischbacher U. A theory of reciprocity //Games and economic behavior. – 2006. – Т. 54. – №. 2. – С. 293-315.
- Falk A., Kosfeld M. The hidden costs of control //American Economic Review. – 2006. – Т. 96. – №. 5. – С. 1611-1630.
- Fehr E., Falk A. Wage rigidity in a competitive incomplete contract market //Journal of political Economy. – 1999. – Т. 107. – №. 1. – С. 106-134.

## Награды и гранты[1]
- 2015–2019 Грант Европейского исследовательского совета (ERC) в размере 1,7 млн евро;
- 2011 Премия Берлинско-Бранденбургской академии наук;
- 2011 Премия Юрьё Янссона в области экономики;
- 2009 Премия имени Лейбница от немецкого научно-исследовательского общества в размере 2,5 млн евро. Присуждена Армину Фальку за его исследование, «которое установило стандарты в поведенческих экономических исследованиях и экономической науке в целом»;
- 2008 Премия Госсена от Союза социальной политики;
- 2008 Грант Европейского исследовательского совета (ERC) для начинающих независимых исследователей в размере 1,34 млн евро;
- 2006 Премия Джона Т. Данлопа от Ассоциации труда и занятости;
- 2004 Лауреат «Премии CESifo в области общественной экономики»: признан выдающимся членом CESifo за научную оригинальность, актуальность для политики и качество статьи;
- 1999 Лауреат «Премии Института эмпирических исследований в области экономики за лучшую публикацию экономиста в возрасте до 35 лет»;
- 1996–1998 Грант на исследование «Влияние социальных норм на заработную плату и занятость: экспериментальное и теоретическое исследование», финансируемый Швейцарским национальным научным фондом;
- 1994–1996 Грант на исследование «Вынужденная безработица как феномен равновесия: процессы социального сравнения и динамика рынка труда», финансируемый Австрийским научным фондом.

## Примечание
1. ↑  Резюме А. Фалька. Дата обращения: 3 января 2021. Архивировано 4 ноября 2021 года.